# Mark Timlin
Mark Timlin (nacido el 15 de junio de 1944 en Cheltenham) es un escritor británico mejor conocido por su serie de novelas protagonizadas por Nick Sharman.
Antes de comenzar su carrera como escritor, Timlin trabajó en una variedad de trabajos, como ser roadie para grupos de rock como T Rex y The Who, dirigir un local de música en Clapham Junction, conductor de minitaxi, y propietario de una empresa de patinetas. En 1985 estaba desempleado y vivía en el autobús abandonado de un amigo. Al dedicarse a la escritura como una forma de dejar de vivir de las prestaciones sociales, escribió su primera novela, A Good Year for the Roses, que se publicó en formato de bolsillo original en 1988.
Timlin es mejor conocido por su serie de novelas protagonizadas por Nick Sharman, un exoficial de la Policía Metropolitana de Londres que asume la profesión de investigador privado en el sur de Londres. Los libros de Sharman se caracterizan por su tono noir y su acción rápida, y presentan un alto índice de bajas entre sus personajes; el propio Sharman resulta frecuentemente herido o incluso hospitalizado a lo largo de las novelas. Los libros formaron la base de la serie de televisión Sharman, en la que Clive Owen interpretó al detective del mismo nombre; Timlin hizo un cameo en el episodio piloto. La serie Sharman ahora tiene cifras de dos dígitos; en los primeros años, Timlin publicó prolíficamente. Casi todos los libros de Sharman llevan títulos tomados de canciones.
Ha citado influencias en su trabajo como Ed McBain, Raymond Chandler, Ross Macdonald, Richard Stark y John D. MacDonald.
Tanto la naturaleza violenta de las novelas de Sharman como los comentarios hechos por el propio Timlin han convertido al autor en una figura controvertida. Renunció a la Asociación de Escritores de Crimen, diciendo que «preferiría clavarme agujas en los ojos» que volver a unirse, y despreció los comentarios hechos por P. D. James, quien argumentó que los cozy mystery presentaban oportunidades para representar elecciones morales de las que carecían las novelas de estilo hard boiled; Timlin afirmó «escribo sobre la realidad que veo en las calles del sur de Londres» e insistió en que Sharman «tiene su propia moral». Otros escritores como Val McDermid también criticaron las opiniones de James.
Timlin vive en los Docklands de Londres. Durante muchos años reseñó ficción policial para el periódico Independent on Sunday.

## Lista de libros de Sharman
- A Good Year for the Roses, 1988 – Sharman es contratado para investigar a una adolescente desaparecida.

- Romeo's Tune, 1990 – Sharman se enreda con una turbia firma musical en busca de las regalías perdidas de una solitaria ex estrella de rock.

- Gun Street Girl, 1990 – Sharman descubre a una joven adinerada robando en una tienda y se ve envuelta en un sórdido drama que involucra a su rica familia.

- Take the A-Train, 1991 – Sharman se encuentra atrapado en una guerra territorial entre dos familias criminales.

- The Turnaround, 1992 – ¿Quién masacró a toda la familia de un comerciante de alfombras? La policía ha renunciado a resolver el caso, pero Sharman descubre que algunas piedras han quedado sin remover.

- Hearts of Stone, 1992 – Sharman se ve obligado a ayudar al escuadrón antidrogas a investigar a los criminales que ya han matado a dos agentes de policía.

- Zip Gun Boogie, 1992 – Sharman es contratado como protección por una banda de rock cuyos miembros tienen una larga tradición de morir prematuramente. (La banda ficticia, Pandora's Box, tiene algunas similitudes con Fleetwood Mac.)

- Falls the Shadow, 1993 – Sharman investiga sucesos turbios en una estación de radio.

- Ashes by Now, 1993 – Como nuevo agente de policía, Sharman se confabuló con la condena injusta de un hombre por violación. Ahora el prisionero está fuera de la cárcel y recurre a Sharman para limpiar su nombre.

- Pretend We're Dead, 1994 – Sharman descubre que un músico famoso de la década de 1960, que se cree que murió joven, puede que todavía esté vivo. (La banda ficticia Dog Soldier y su cantante Jay Harrison guardan algunas similitudes con The Doors y Jim Morrison).

- Paint It Black, 1995 – Sharman está casado y espera por fin una vida tranquila, pero el destino tiene otros planes para él. (Esta estaba destinada a ser la última novela de Sharman, con Sharman muriendo al final.)[8]

- Find My Way Home, 1996 – Comienzan a aparecer pedazos de un cadáver desmembrado en el sur de Londres. Sharman es un viejo conocido del muerto.

- A Street That Rhymed At 3 AM, 1997 – La Navidad de Sharman se ve interrumpida por la noticia de que su exesposa y su nueva familia han muerto tras la explosión de una bomba terrorista.

- Dead Flowers, 1998 – Sharman es contratado por un ganador de la lotería y descubre que varios personajes dudosos están muy interesados en sus riquezas recién adquiridas.

- Quick Before They Catch Us, 1999 – Al aventurarse lejos de su territorio natal, Sharman se ve envuelto en una violenta disputa familiar en Mánchester.

- All the Empty Places, 2000 – Sharman se ve envuelto en un plan para robar un banco de la ciudad.

- Stay Another Day, 2010 – Sharman abandona su retiro caribeño cuando su hija, ahora oficial de policía, necesita su ayuda.

- Sharman and Other Filth (cuentos), 1996: contiene varias historias de Sharman (una de las cuales se escribió originalmente como tratamiento de la trama deThe Bill), además de una novela corta que no es de Sharman.